# آویا ای‌ام
آویا ای‌ام (انگلیسی: Avia AM) شرکت هوانوردی لیتوانیایی است، که در سال ۲۰۰۷ تأسیس شد.